# آیس اسپایس
آیزیس نایجا گاستون (به انگلیسی: Isis Naija Gaston؛ زادهٔ ۱ ژانویهٔ ۲۰۰۰) مشهور به آیس اسپایس (به انگلیسی: Ice Spice) رپر آمریکایی است. او در برانکس بزرگ شد و فعالیت حرفه‌ای خود را در سال ۲۰۲۱ آغاز کرد. او در اواخر ۲۰۲۲ با ترانهٔ «ملچ ملوچ (میفهممت)» که در تیک‌تاک فراگیر شد، به شهرت رسید. او سپس دو تک‌آهنگ منتشر کرد که منجر به انتشار نخستین ئی‌پی خود، تحت عنوان مثلاً..؟ (۲۰۲۳) شد. او در نسخهٔ ریمیکس ترانهٔ «پرنسس دایانا» از نیکی میناژ و «کارما» از تیلور سوئیفت نیز حضور داشته‌است.
روزنامه‌نگاران موسیقی، سبک رپ‌خوانی آرام آیس اسپایس را منحصر به فرد دانسته‌اند. نشریاتی مانند نیویورک تایمز و بیلبورد به او لقب «پرنسس جدید رپ» را داده‌اند. مجلهٔ تایم او را «ستارهٔ نوظهور» نامید.